# Cseh férfi kosárlabda-válogatott
A cseh férfi kosárlabda-válogatott Csehország férfi nemzeti kosárlabda csapata, amelyet a Cseh kosárlabda-szövetség (csehül: Česká basketbalová federace) irányít. 

## Története
Csehország 1993-ban lett tagja a Nemzetközi Kosárlabda-szövetségnek (FIBA), miután Csehszlovákia felbomlását követően Csehország és Szlovákia is kinyilvánította a függetlenségét. Az 1999-es Európa-bajnokság volt az első nemzetközi torna, melyen önálló államként részt vettek. A következő torna, amire kijutottak a 2007-es Európa-bajnokság volt és három vereséggel a 15. helyen végeztek. 2013 és 2022 között valamennyi Európa-bajnokságon jelen voltak.
2019-ben kijutottak történetük első világbajnokságára, ahol az Egyesült Államok ellen kikaptak 88–67-re, de azt követően legyőzték Japánt és Törökország csapatát. A második csoportkört 93–71-es győzelemmel kezdték Brazília ellen. Görögországtól ugyan kikaptak, de bejutottak a negyeddöntőbe, ahol Ausztráliával találkoztak és 82–70 arányban alulmaradtak. Végül a hatodik helyet szerezték meg. A 2020-as tokiói olimpiára is kijutottak és egy győzelem mellett, két vereséggel a kilencedik helyen zárták a tornát.

## Eredmények
| Olimpiai játékok | Olimpiai játékok         | Olimpiai játékok         | Olimpiai játékok         | Olimpiai játékok         |
| Év               | Eredmény                 | M                        | Gy                       | V                        |
| ---------------- | ------------------------ | ------------------------ | ------------------------ | ------------------------ |
| 1936-1992        | Csehszlovákia része volt | Csehszlovákia része volt | Csehszlovákia része volt | Csehszlovákia része volt |
| 1996             | Nem jutott be            | Nem jutott be            | Nem jutott be            | Nem jutott be            |
| 2000             | Nem jutott be            | Nem jutott be            | Nem jutott be            | Nem jutott be            |
| 2004             | Nem jutott be            | Nem jutott be            | Nem jutott be            | Nem jutott be            |
| 2008             | Nem jutott be            | Nem jutott be            | Nem jutott be            | Nem jutott be            |
| 2012             | Nem jutott be            | Nem jutott be            | Nem jutott be            | Nem jutott be            |
| 2016             | Nem jutott be            | Nem jutott be            | Nem jutott be            | Nem jutott be            |
| 2020             | 9.                       | 3                        | 1                        | 2                        |
| 2024             | Nem jutott be            | Nem jutott be            | Nem jutott be            | Nem jutott be            |
| Összesen         | 1/8                      | 3                        | 1                        | 2                        |

| FIBA-világbajnokság | FIBA-világbajnokság        | FIBA-világbajnokság        | FIBA-világbajnokság        | FIBA-világbajnokság        |
| Év                  | Eredmény                   | M                          | Gy                         | V                          |
| ------------------- | -------------------------- | -------------------------- | -------------------------- | -------------------------- |
| 1950-1990           | A Csehszlovákia része volt | A Csehszlovákia része volt | A Csehszlovákia része volt | A Csehszlovákia része volt |
| 1994                | Nem jutott be              | Nem jutott be              | Nem jutott be              | Nem jutott be              |
| 1998                | Nem jutott be              | Nem jutott be              | Nem jutott be              | Nem jutott be              |
| 2002                | Nem jutott be              | Nem jutott be              | Nem jutott be              | Nem jutott be              |
| 2006                | Nem jutott be              | Nem jutott be              | Nem jutott be              | Nem jutott be              |
| 2010                | Nem jutott be              | Nem jutott be              | Nem jutott be              | Nem jutott be              |
| 2014                | Nem jutott be              | Nem jutott be              | Nem jutott be              | Nem jutott be              |
| 2019                | 6.                         | 8                          | 4                          | 4                          |
| 2023                | Nem jutott be              | Nem jutott be              | Nem jutott be              | Nem jutott be              |
| Összesen            | 1/8                        | 8                          | 4                          | 4                          |

| Európa-bajnokság | Európa-bajnokság         | Európa-bajnokság         | Európa-bajnokság         | Európa-bajnokság         |
| Év               | Eredmény                 | M                        | Gy                       | V                        |
| ---------------- | ------------------------ | ------------------------ | ------------------------ | ------------------------ |
| 1935-1991        | Csehszlovákia része volt | Csehszlovákia része volt | Csehszlovákia része volt | Csehszlovákia része volt |
| 1993             | Nem jutott be            | Nem jutott be            | Nem jutott be            | Nem jutott be            |
| 1995             | Nem jutott be            | Nem jutott be            | Nem jutott be            | Nem jutott be            |
| 1997             | Nem jutott be            | Nem jutott be            | Nem jutott be            | Nem jutott be            |
| 1999             | 12.                      | 6                        | 2                        | 4                        |
| 2001             | Nem jutott be            | Nem jutott be            | Nem jutott be            | Nem jutott be            |
| 2003             | Nem jutott be            | Nem jutott be            | Nem jutott be            | Nem jutott be            |
| 2005             | Nem jutott be            | Nem jutott be            | Nem jutott be            | Nem jutott be            |
| 2007             | 15.                      | 3                        | 0                        | 3                        |
| 2009             | Nem jutott be            | Nem jutott be            | Nem jutott be            | Nem jutott be            |
| 2011             | B divízió                | B divízió                | B divízió                | B divízió                |
| 2013             | 14.                      | 5                        | 2                        | 3                        |
| 2015             | 7.                       | 9                        | 5                        | 4                        |
| 2017             | 20.                      | 5                        | 1                        | 4                        |
| 2022             | 16.                      | 6                        | 2                        | 4                        |
| Összesen         | 6/14                     | 34                       | 12                       | 22                       |